# Maurensteinschmätzer
Der Maurensteinschmätzer (Oenanthe hispanica) ist eine Vogelart aus der Familie der Fliegenschnäpper (Muscicapidae). Dieser recht kleine, schlanke und langschwänzige Steinschmätzer besiedelt Teile der südlichen Paläarktis von Nordwestafrika und Portugal nach Osten über Teile Südeuropas bis in den Süden des Iran. Der Maurensteinschmätzer ist weitgehend auf die Mediterrane Zone beschränkt. Er bewohnt trockene, offene Landschaften, in denen sich freiliegende Felsen, Steinfluren oder vegetationsarme oder -freie Lehm- oder Sandbereiche mit wartenreichem und zum Teil dichtem, niedrigen Bewuchs abwechseln. Besiedelt wird vor allem Macchie und Garrigue in Hangbereichen. Die Nahrung besteht vorwiegend aus Insekten. Die Art ist Langstreckenzieher und verbringt den Winter in Afrika südlich der Sahara zwischen dem Süden Mauretaniens im Westen und Eritrea sowie dem Norden Äthiopiens im Osten.
Der Bestand ist offenbar rückläufig, aufgrund des großen Verbreitungsgebietes und des sehr großen Weltbestandes wird der Maurensteinschmätzer von der IUCN aber noch als ungefährdet („least concern“) eingestuft.

## Beschreibung
Maurensteinschmätzer sind recht kleine, schlanke und langschwänzige Steinschmätzer. Die Körperlänge beträgt 13,5–15,5 cm, das Gewicht 15–22 g. Die Art zeigt wie die meisten Vertreter der Gattung Oenanthe bezüglich der Färbung einen sehr ausgeprägten Geschlechtsdimorphismus, zudem gibt es zwei Farbmorphen. Männchen sind sehr kontrastreich gefärbt.
Bei Männchen der Nominatform Oenanthe h. hispanica im Prachtkleid ist der obere und mittlere Rücken im Frühjahr hell ockerfarben bis rostbeige, der übrige Rücken, der Bürzel und die Oberschwanzdecken sind weiß. Mit zunehmender Abnutzung des Gefieders verliert sich die ockerfarbene bis rostbeige Ton an Kopf und Oberseite, so dass die Vögel im Laufe der Brutsaison oberseits immer heller werden, in Einzelfällen sind sie im Juli dann fast reinweiß. Die Flügel sind ober- wie unterseits einfarbig schwarz. Das mittlere Steuerfederpaar ist schwarz. Die übrigen Steuerfedern sind weiß mit einer schwarzen Endbinde, die nach außen breiter wird; bei den äußersten Steuerfedern ist die distale Hälfte der Außenfahne schwarz. Die Brust ist gelbbraun bis sandfarben, die übrige Rumpfunterseite ist weißlich. Die Stirn, der vordere Oberkopf und ein schmaler Überaugenstreif sind weiß, der übrige Oberkopf und der Nacken sind wie der obere Rücken hell ockerfarben bis rostbeige. Die Zügelregion und die Ohrdecken sind schwarz. Bei Männchen der sogenannten „aurita“-Morphe sind Kinn und Kehle weiß mit einem Beigeton, bei Männchen der „stapazina“-Morphe schwarz.
Weibchen haben im Prachtkleid einen rötlich zimtfarbenen oberen und mittleren Rücken; der übrige Rücken, der Bürzel und die Oberschwanzdecken sind wie beim Männchen weiß. Die Flügel sind ober- wie unterseits einfarbig dunkelbraun. Die Färbung der Steuerfedern ähnelt jener der Männchen, die dunklen Anteile sind jedoch häufig ausgedehnter und eher schwarzbraun. Die Brust ist gelborange, die übrige Rumpfunterseite heller bis hin zu weiß. Stirn und Oberkopf sind zimtfarben. Die Zügelregion und die Ohrdecken sind dunkelbraun oder wie der Oberkopf zimtfarben. Bei Weibchen der „aurita“-Morphe sind Kinn und Kehle hellbeige, bei Weibchen der „stapazina“-Morphe bräunlich schwarz mit hellen Federspitzen.
Schnabel, Beine und Zehen sind schwarz, die  Iris ist braun.

## Lautäußerungen
Der recht abwechslungsreiche Gesang besteht aus kurzen, schnell vorgetragenen Reihen geräuschhafter Elemente wie „tschri“, „tschrri“ oder „tschriü“, die sich mit einem arttypischen Klappern und Imitationen anderer Vogelarten abwechseln. Am Nest werden kratzende Warnrufe wie „chärr“ oder „tschrä“ geäußert, auf die ein hohes „jiw“ folgt.

## Systematik
Ursprünglich wurden Maurensteinschmätzer (Syn.: Oenanthe h. hispanica) und Balkansteinschmätzer (Syn: Oenanthe h. melanoleuca) als Unterarten des Mittelmeer-Steinschmätzers (Oenanthe hispanica) angesehen. Dies konnte durch genetische Studien von Schweizer et al. (2019) widerlegt werden. Eine bereits 1999 vorgeschlagene Abtrennung von Oenanthe h. melanoleuca als eigene Art wird somit allgemein akzeptiert.

## Verbreitung und Lebensraum

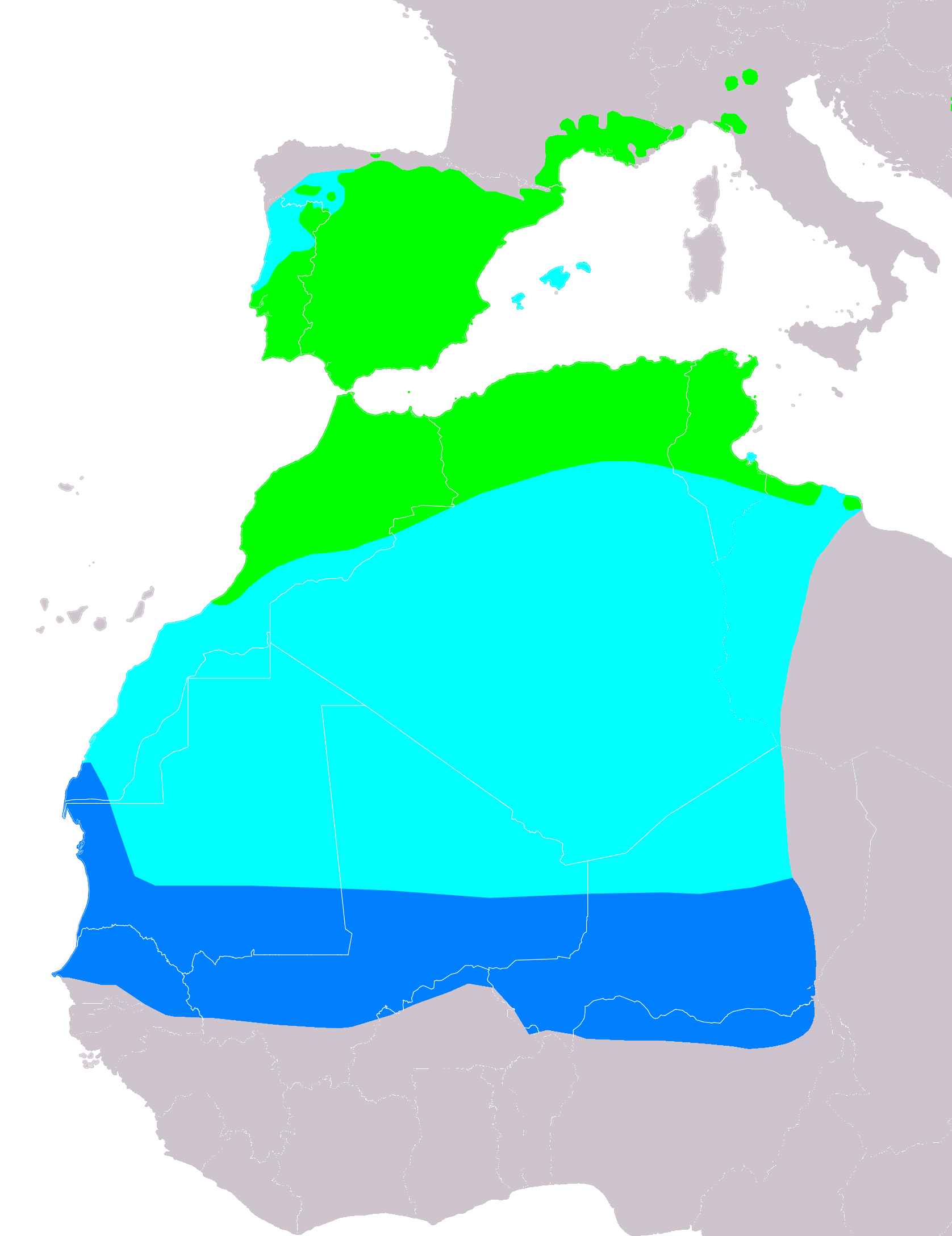
Verbreitung des Mittelmeer-Steinschmätzers:
Brutgebiete
Migration
Überwinterungsgebiete

Die Art besiedelt Teile der südlichen Paläarktis von Nordwestafrika und Portugal nach Osten über Teile Südeuropas und die Türkei bis in den Süden des Iran. Kleine und disjunkte Vorkommen bestehen nördlich und östlich davon auf der Krim, am östlichen Rand des Kaspischen Meeres und im Kopet-Dag. Die Größe des Gesamtverbreitungsgebietes ist nicht genau bekannt.
Der Maurensteinschmätzer ist weitgehend auf die Mediterrane Zone beschränkt. Er bewohnt trockene, offene Landschaften, in denen sich freiliegende Felsen, Steinfluren oder vegetationsarme oder -freie Lehm- oder Sandbereiche mit wartenreichem und zum Teil dichtem, niedrigen Bewuchs abwechseln. Besiedelt wird vor allem Macchie und Garrigue in Hangbereichen, aber auch Wacholderheiden und sehr lichte Wälder sowie mageres Kulturland, Brachen, Obsthaine und Weinberge, wenn dort Strukturelemente wie Steinhaufen, Mauern oder Oberleitungen vorhanden sind. Die Höhenverbreitung reicht vom Flachland bis etwa 2300 m in der Türkei, bis 2700 m im Elburs-Gebirge und bis 3000 m in Kurdistan.

## Nahrung
Maurensteinschmätzer ernähren sich überwiegend von Insekten, daneben werden auch Spinnentiere und weitere Wirbellose sowie nicht selten Früchte gefressen. Bei Untersuchungen von Mageninhalten in der ehemaligen Sowjetunion und im Südwesten des Iran dominierten jeweils Ameisen im Nahrungsspektrum, weitere wichtige Beutetiergruppen waren jeweils Käfer und Wanzen. Die Art jagt meist von Warten aus auf bodenlebende Wirbellose, selten werden Insekten im Flug erbeutet oder von der Vegetation abgelesen.

## Fortpflanzung

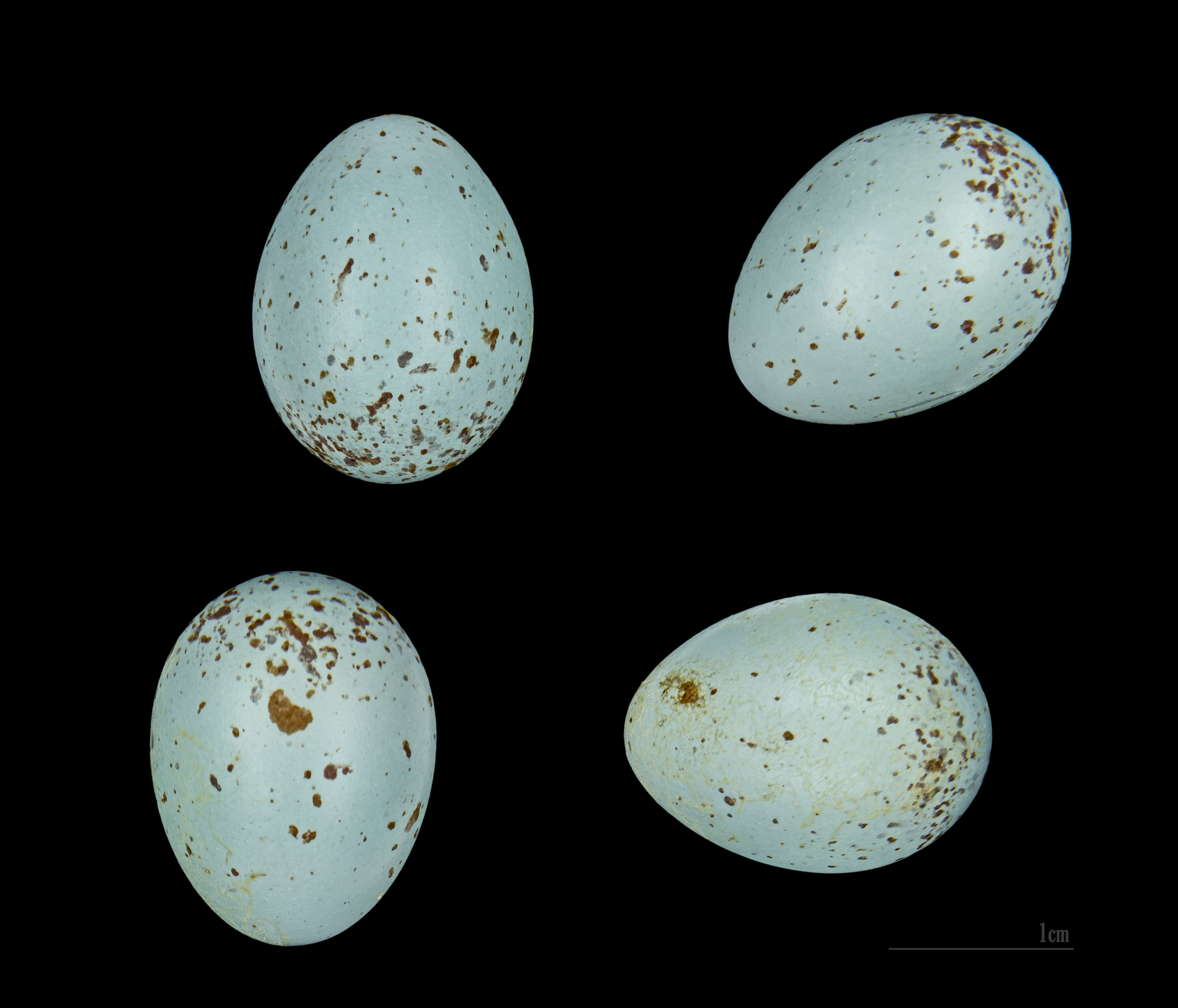
Oenanthe hispanica

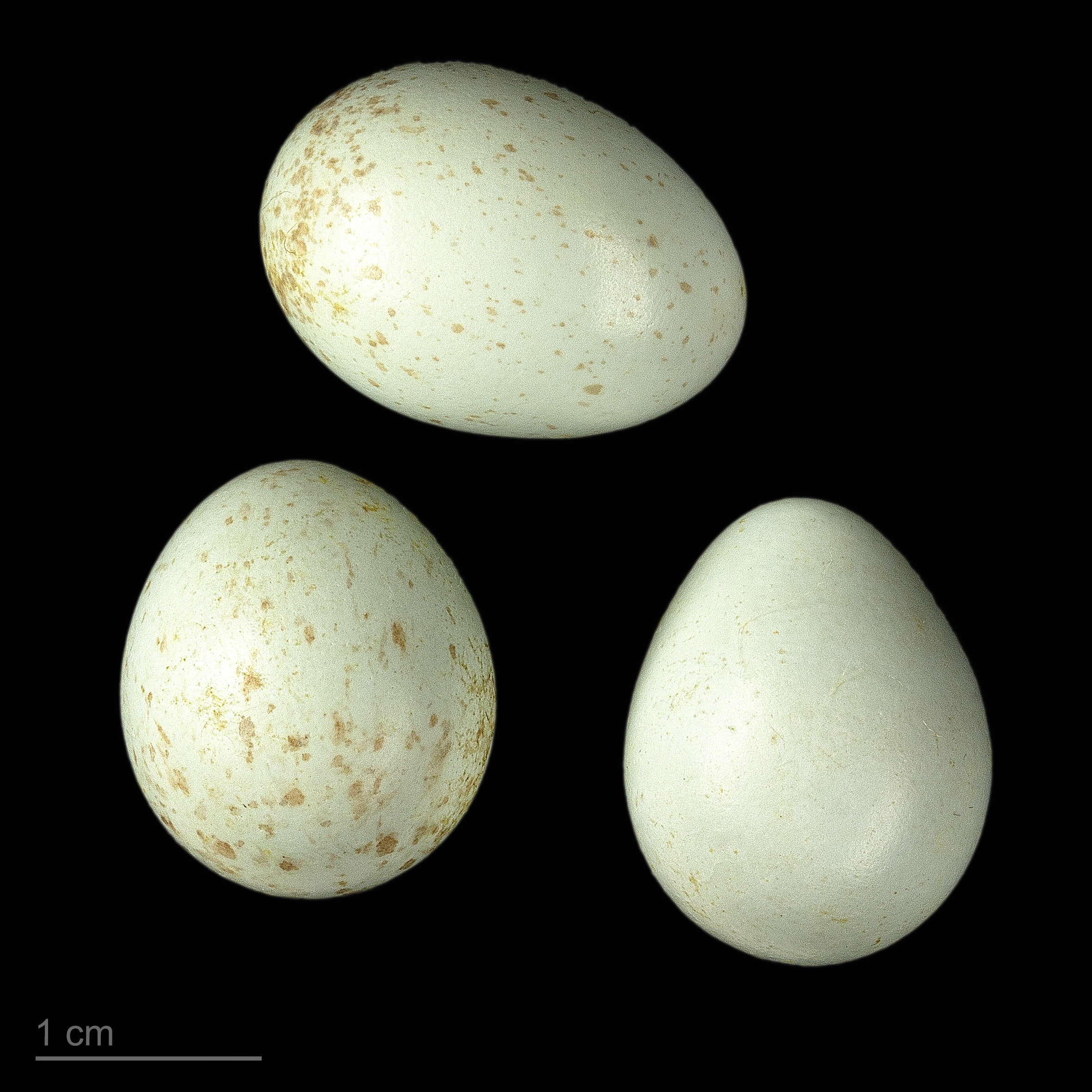
Oenanthe hispanica melanoleuca, Sammlung Museum von Toulouse

Maurensteinschmätzer führen, soweit bekannt, eine monogame Saisonehe. Das Männchen bietet Neststandorte an, die endgültige Wahl erfolgt jedoch immer durch das Weibchen. Der Nestbau erfolgt ausschließlich durch das Weibchen. Das Nest wird am Boden oder dicht darüber angelegt, nur ausnahmsweise höher, maximal bis Höhen von 1,5 m. Es wird weit überwiegend unter einem Stein oder Strauch gebaut, seltener auch zwischen Steinen, in Felsspalten oder Mauerlöchern. Der Eingang liegt normalerweise tiefer als das Nest. Das Nest besteht aus einer ausgekratzten Mulde, die außen mit gröberem und weiter nach innen mit feinem pflanzlichen Material ausgelegt wird. Die eigentliche Nestmulde wird häufig mit Tierhaaren und sehr feinem Pflanzenmaterial, seltener auch mit Federn ausgekleidet.
Die Eiablage erfolgt im gesamten Verbreitungsgebiet recht einheitlich, in Nordafrika meist ab Mitte April bis Anfang Juni, ausnahmsweise auch noch Ende Juni, im übrigen Areal von Mitte April bis Ende Juni, Anfang Juli mit einem Höhepunkt in der ersten oder zweiten Mai-Hälfte. Das Gelege besteht aus 2–6, meist 4–6 Eiern, die auf intensiv blaugrünem bis mattblauem Grund rostbraun, seltener heller braun gepunktet oder gefleckt sind. Die Fleckung zeigt meist eine kranzartige Konzentration am stumpfen Pol des Eis. Eier aus Spanien und der Sowjetunion maßen sehr einheitlich im Mittel 19,8 × 15,1 mm. In der Regel wird wohl nur eine Brut je Saison durchgeführt. Brut- und Nestlingszeit betragen jeweils 13–14 Tage. Die Bebrütung der Eier erfolgt ebenso wie das Hudern der Nestlinge in den ersten 3 bis 4 Tagen ausschließlich durch das Weibchen, beide Eltern füttern. Die Geschlechtsreife wird wahrscheinlich im ersten Lebensjahr erreicht.

## Wanderungen
Die Art ist Langstreckenzieher, sie überwintert in Afrika in den Dornsavannen südlich der Sahara zwischen dem Süden Mauretaniens im Westen und Eritrea sowie dem Norden Äthiopiens im Osten.
Der Wegzug von den Brutplätzen erfolgt selten ab Anfang, meist ab Mitte August bis Anfang Oktober mit einem Höhepunkt wohl von Anfang bis Mitte September. Einzelne Nachzügler werden in Südeuropa bis Mitte Oktober, in Nordafrika noch Ende Oktober oder Anfang November beobachtet. Im Winterquartier treffen Maurensteinschmätzer selten bereits Ende August, überwiegend Mitte September bis Mitte Oktober ein. Der Abzug aus dem Winterquartier erfolgt ab Februar, überwiegend jedoch im März und in der ersten Aprilhälfte mit letzten Nachzüglern Anfang Mai. An den Brutplätzen werden die ersten Vögel ausnahmsweise Anfang März beobachtet, die Mehrzahl der Brutvögel trifft im April, die letzten bis Mitte Mai dort ein.
In Mitteleuropa ist die Art eine seltene Ausnahmeerscheinung, bis 1988 lagen 40 Nachweise vor. Von diesen erfolgten 78 % im Frühjahr von März bis Juni und waren demnach wohl auf Zugprolongation, also auf einen zu weiten Heimzug nach Norden zurückzuführen.

## Bestand und Gefährdung
Gesicherte Angaben zum Weltbestand gibt es nicht. Als grobe Schätzung für den europäischen Bestand um das Jahr 2000 gibt BirdLife International 1,4–3,3 Mio. Brutpaare an. In Europa war der Bestand zwischen 1970 und 1990 stark rückläufig, seit 1996 mäßig stark rückläufig. Aufgrund des großen Verbreitungsgebietes und des sehr großen Weltbestandes wird der Maurensteinschmätzer von der IUCN aber noch als ungefährdet („least concern“) eingestuft.